# Pálovice
Pálovice (en allemand : Palowitz) est une commune du district de Třebíč, dans la région de Vysočina, en République tchèque. Sa population s'élevait à 163 habitants en 2024.

## Géographie
Pálovice se trouve à 3 km à l'ouest-sud-ouest du centre de Jemnice, à 34 km au sud-ouest de Třebíč, à 43,5 km au sud de Jihlava et à 145 km au sud-est de Prague.
La commune est limitée par Ostojkovice, un quartier exclavé de Budíškovice, au nord, par Jemnice au nord-est et à l'est, par Menhartice au sud-est et au sud, par Dešná au sud, par Panenská, un quartier exclavé de Jemnice, au sud-ouest, et par Báňovice à l'ouest.

## Histoire
La première mention écrite de la localité date de 1349.

## Transports
Par la route, Pálovice se trouve à 4 km de Jemnice, à 41 km de Třebíč, à 52 km de Jihlava et à 183 km de Prague.